# Ernst Schering Preis
Der Ernst Schering Preis [sic], benannt nach dem deutschen Apotheker Ernst Christian Friedrich Schering, wird seit 1992 jährlich für besonders herausragende Beiträge auf dem Gebiet der naturwissenschaftlichen Grundlagenforschung vergeben. Er ist mit 50.000 Euro dotiert und gehört damit zu den höchstdotierten Preisen in Deutschland. Seit 2003 wird er von der Schering Stiftung mit Sitz in Berlin vergeben.

## Geschichte
Der Ernst Schering Preis wurde 1991 durch die Schering Forschungsgesellschaft ins Leben gerufen und am 23. September 1992 im Schauspielhaus Berlin zum ersten Mal vergeben.
Der Preis war damals mit 75.000 DM dotiert. Im Jahr 2000 wurde die Dotierung auf 100.000 DM erhöht. Im Jahr 2001 wurde die Dotierung auf 50.000 Euro festgelegt. Ab 2003 übernahm die ein Jahr zuvor von der Schering AG gegründete Schering Stiftung die Vergabe des Ernst Schering Preises. Die Kandidaten wurden bis 2016 durch den Stiftungsrat und den wissenschaftlichen Beirat der Schering Stiftung ausgewählt. Seit 2016 werden die Kandidaten durch eine Jury ausgewählt.

## Preisträger
- 1992 – Peter H. Seeburg vom Zentrum für Molekulare Biologie, Universität Heidelberg für seine Arbeiten auf dem Gebiet der molekularen Biologie der GABA-Rezeptoren
- 1993 – Christiane Nüsslein-Volhard vom Max-Planck-Institut für Entwicklungsbiologie, Tübingen, für ihre Arbeiten auf dem Gebiet der Entwicklungsbiologie
- 1994 – Bert Vogelstein vom Oncology Center, der Johns Hopkins University, Baltimore, MD, USA, für seine Arbeiten zur Molekularbiologie des Kolonkarzinoms
- 1995 – Yasutomi Nishizuka von der Universität Kōbe, Japan für seine grundlegenden Arbeiten zur Proteinkinase C
- 1996 – Judah Folkman von der Harvard Medical School, Harvard University, Boston, MA, USA, für seine Arbeiten zur Angiogenese und Tumorbiologie
- 1997 – Johann Mulzer vom Institut für Organische Chemie, Universität Wien, Österreich für seine grundlegenden Arbeiten zum Phänomen der Chiralität
- 1998 – Ilme Schlichting vom Max-Planck-Institut für molekulare Physiologie, Dortmund für ihre richtungsweisenden Arbeiten zur kinetischen Kristallographie
- 1999 – Michael Berridge vom The Babraham Institute, Cambridge, UK für seine wegweisenden Arbeiten auf dem Gebiet der Calcium-Signaltransduktion
- 2000 – Takao Shimizu von der Universität Tokio, Japan für seine grundlegenden Forschungsarbeiten auf dem Gebiet der Eicosanoide
- 2001 – Kyriacos Costa Nicolaou von der University of California, San Diego, CA, und The Scripps Research Institute, La Jolla, CA, USA, für seine herausragenden Arbeiten auf dem Gebiet der Synthese von Naturstoffen
- 2002 – Ian Wilmut vom Roslin-Institut, UK, Gene Expression & Development, für seine wegweisenden Arbeiten zur Entwicklung transgener Methoden und des nuclear transfer protocol
- 2003 – Svante Pääbo vom Max-Planck-Institut für evolutionäre Anthropologie, Leipzig für seine Arbeiten als Begründer der Paläogenetik
- 2004 – Ronald D. G. McKay vom National Institute of Neurological Disorders and Stroke (NINDS), Bethesda, MD, USA, für seine Pionierarbeiten auf dem Gebiet der neuronalen Stammzellforschung
- 2005 – Thomas Tuschl vom Laboratory of RNA Molecular Biology, The Rockefeller University, New York, NY, USA für seine richtungsweisenden Arbeiten auf dem Gebiet der RNA-Interferenz
- 2006 – Wolfgang Baumeister vom Max-Planck-Institut für Biochemie, Martinsried bei München, für wegweisende Entwicklungen in der Kryoelektronentomographie
- 2007 – Carolyn Bertozzi von der University of California, Berkeley, USA, für ihre überragenden Forschungsleistungen zur Funktion von Zuckerresten an Proteinen auf dem Gebiet der Glykobiochemie
- 2008 – Klaus Rajewsky vom Immune Disease Institute der Harvard Medical School, Boston, USA, für seine „herausragenden Arbeiten auf dem Gebiet der biomedizinischen Forschung, insbesondere für seine Arbeiten zur Analyse der Entwicklung von B-Lymphozyten“
- 2009 – Rudolf Jaenisch für seine bahnbrechenden Arbeiten auf dem Gebiet der transgenen Tiermodelle und des therapeutischen Klonens
- 2010 – Sir Ravinder N. Maini und Sir Marc Feldmann, Kennedy-Institut für Rheumatologie am Imperial College London, für ihren Kampf gegen rheumatoide Arthritis und andere Autoimmunerkrankungen
- 2011 – Bert W. O’Malley, Baylor College of Medicine in Houston, Texas, für seine Arbeiten zur Wirkungsweise von Steroidhormonen und Kernrezeptoren
- 2012 – Matthias Mann, Max-Planck-Institut für Biochemie in Martinsried, für seine Arbeiten zur Erforschung des Proteoms, der Gesamtheit der Eiweiße (Proteine) eines Organismus
- 2013 – Frank Kirchhoff, Institut für Molekulare Virologie am Universitätsklinikum Ulm für seine wegweisenden Forschungen zur Entstehung der Immunschwächekrankheit AIDS und seine bahnbrechenden Erkenntnisse zur Evolution des HI-Virus
- 2014 – Magdalena Götz, Helmholtz Zentrum München und Ludwig-Maximilians-Universität München für ihre Arbeiten zur Erforschung der molekularen Grundlagen der Gehirnentwicklung
- 2015 – David MacMillan, Institut für Chemie an der Princeton University, USA für seine bahnbrechenden Beiträge zur Organokatalyse und Organokaskaden-Katalyse
- 2016 – Franz-Ulrich Hartl, Max-Planck-Institut für Biochemie in Martinsried, für seine herausragenden Forschungsarbeiten zur Rolle der Chaperone bei der Proteinfaltung in der lebenden Zelle
- 2017 – Elly Tanaka, Forschungsinstitut für Molekulare Pathologie in Wien, für ihre Arbeiten auf dem Gebiet der Regenerationsbiologie
- 2018 – Bonnie Lynn Bassler, Princeton University, für ihre wegbereitenden Arbeiten zum Quorum sensing
- 2019 – Patrick Cramer, Max-Planck-Institut für biophysikalische Chemie Göttingen, für seine Arbeiten zur Transkription und Genregulation auf molekularer und zellulärer Ebene
- 2020 – Jens Claus Brüning, Max-Planck-Institut für Stoffwechselforschung in Köln, für seine Forschungen über den Zusammenhang von Diabetes mellitus Typ 2 und Insulinresistenz.
- 2021 – Aviv Regev, Genentech, für ihre „Pionierarbeit bei der Entwicklung grundlegender experimenteller und bioinformatischer Methoden in der Einzelzellgenomik“ und die „Entschlüsselung molekularer Schaltkreise, die Zellen, Gewebe und Organe in Gesundheit und Krankheit steuern.“
- 2022 – Gisbert Schneider für seine Forschungsarbeiten auf dem Gebiet des Moleküldesigns und der KI-unterstützten Arzneimittelforschung.
- 2023 – Matthias Tschöp für die Entdeckung des Hungerhormons und die Aufklärung der Signalwege der Magen-Darm-Hirn-Achse.
- 2024 – Maiken Nedergaard für die Entdeckung des glymphatischen Systems